# Биляна Плавшич
Биляна Плавшич (серб. Биљана Плавшић; нар. 7 липня 1930, Тузла, Королівство Югославія) — боснійська сербка, доктор біології, професор. У першій половині 1990-х років — один з лідерів сербського національного руху на території колишньої югославської республіки Боснія і Герцеґовина.
З 1996 по 1998 рік — Президент Республіки Сербської Боснії і Герцеґовини.
На початку 2000-х років була засуджена Міжнародним трибуналом по колишній Югославії до 11 років позбавлення волі. Звільнена в 2009 році.